# Вася і динозавр
«Вася і динозавр» — анімаційний фільм 1971 року Творчого об'єднання художньої мультиплікації студії Київнаукфільм, режисер — Валентина Костилєва.

## Сюжет
Історія про пригоди хлопчика-піонера та його собаки, які потрапили в доісторичні часи.

## Над мультфільмом працювали
- Автори сценарію: А. Василенко, В. Купових
- Режисер-постановник: Валентина Костилєва
- Художник-постановник: Я. Горбаченко
- Композитор: Олександр Канерштейн
- Оператор: Петро Ракітін
- Мультиплікатори-ляльководи: Жан Таран, Елеонора Лисицька, А. Трифонов, Цезар Оршанський
- Ляльки та декорації зробили: Г. Назаренко, В. Соколовський, І. Кутьїн, А. Радченко, В. Яковенко, Я. Горбаченко
- Звукооператор: Михайло Петренко
- Асистенти: А. Кислій, Г. Янкевич, О. Деряжна
- Редактор: Світлана Куценко
- Директори картини: М. Гладкова, О. Склянський